# Spaghetti and meatballs
Spaghetti with meatballs o spaghetti and meatballs es un plato italo-estadounidense que usualmente consiste en espagueti, salsa de tomates, y albóndigas.
Según Alton Brown, un presentador y corresponsal del Food Network, a principios del siglo XX los inmigrantes italianos de la ciudad de Nueva York fueron los primeros en prepararlo, y el National Pasta Association fue la primera organización en publicar una receta en la década de 1920.
Sin embargo, el crítico gastronómico y autor Kyle Phillips dice que ha encontrado platos similares en Italia que le preceden.
"...aunque los spaghetti with meatballs sean raros en Italia hay precursores italianos: he comido espagueti con albóndigas pequeñas en Puglia. Pino Correnti señala que las albóndigas eran una adición común a salsas de pasta en fiestas sicilianas..."
De hecho, hay múltiples recetas regionales italianas de pasta con salsa de tomate a las que se añaden albóndigas (usualmente más pequeñas que la versión italo-estadounidense, como los que se encuentran en la región Abruzzo), rebanadas de carne enrollada con queso, cecinas y hierbas, pero más comúnmente, la pasta se presenta con la salsa y se sirve por separado de las carnes cocinadas en la propia salsa.